# Dia Internacional das Línguas de Sinais
O Dia Internacional da Língua de Sinais é um dia comemorado anualmente em 23 de setembro desde 2018, instituído pela Assembleia Geral das Nações Unidas em 2017.

## Proclamação
O Dia Internacional da Língua de Sinais foi proclamado pela Assembleia Geral das Nações Unidas por consenso em 19 de dezembro de 2017. A proposta foi apresentada pela Federação Mundial de Surdos, um órgão que reúne 135 associações nacionais que representam aproximadamente 70 milhões de pessoas surdas em todo o mundo. A missão permanente de Antígua e Barbuda nas Nações Unidas patrocinou a resolução, que foi copatrocinada por 97 Estados-membros. O objetivo dessa proclamação é aumentar a conscientização sobre a importância das línguas de sinais para a plena realização dos direitos humanos das pessoas surdas. A Assembleia Geral enfatiza que o acesso precoce à língua de sinais e aos serviços de língua de sinais, incluindo educação de qualidade, é vital para o crescimento e o desenvolvimento das pessoas surdas e fundamental para a realização dos Objetivos de Desenvolvimento Sustentável.

## Celebração
Esse dia é comemorado todos os anos em 23 de setembro. Essa data foi escolhida para comemorar a criação da Federação Mundial de Surdos em 1951. A primeira celebração oficial ocorreu em 2018, integrando-a como parte da Semana Internacional dos Surdos, que é celebrada desde 1958. Durante esse dia, o mundo destaca a unidade gerada pelas línguas de sinais e os esforços coletivos das comunidades surdas, dos governos e da sociedade civil para fomentar, promover e reconhecer as línguas de sinais nacionais de seus países. As atividades típicas incluem eventos educacionais, oficinas de aprendizado de língua de sinais, campanhas de conscientização e demonstrações culturais que destacam a riqueza e a diversidade das línguas de sinais.

## Temas
Dia Internacional das Línguas de Sinais
- 2018: Com a língua de sinais, todos estão incluídos[4]
- 2019: Direitos da língua de sinais para todos![5]
- 2020: As línguas de sinais são para todos![6]
- 2021: Sinais para os direitos humanos[7]
- 2022: As línguas de sinais nos unem![8]
- 2023: Um mundo onde os surdos de todos os lugares possam fazer sinais em todos os lugares![9]

Semana Internacional dos Surdos
- 2009: Conquistas culturais dos surdos[10]
- 2010: Educação de surdos[10]
- 2011: Acessibilidade à informação e à comunicação[10]
- 2012: Bilinguismo de sinais é um direito humano![10]
- 2013: Igualdade dos surdos[10]
- 2014: Fortalecimento da diversidade humana[11]
- 2015: Com os direitos da língua de sinais, nossas crianças podem![12]
- 2016: Com a língua de sinais, eu sou igual[13]
- 2017: Promovendo a inclusão total com a linguagem de sinais,[14]
- 2018: Com a língua de sinais, todos estão incluídos![4]
- 2019: Direitos da língua de sinais para todos![5]
- 2020: Reafirmando os direitos humanos das pessoas surdas[6]
- 2021: Celebrando comunidades surdas prósperas[7]
- 2022: Construindo comunidades inclusivas para todos[8]
- 2023: Um mundo no qual os surdos de todos os lugares sinalizem em todos os lugares![9]